# Ерісман Федір Федорович
Федір Федорович Ерісман (справжнє ім'я Фрідріх Гульдрейх; 24 листопада 1842, Гонтеншвіль, Швейцарія — 13 листопада 1915, Цюрих) — російський лікар, основоположник гігієни в Росії.

## Біографія
Фрідріх Ерісман народився в 1842 році в Швейцарії. Початкову школу закінчив у селі, класичну гімназію в Аарау. З 1861 по 1865 рік навчався на медичному факультеті
Цюрихського університету. Здобувши ступінь доктора медицини працював асистентом окуліста, професора Горнера. У 1867 році перебрався до німецького Гайдельберга, де у місцевому університеті продовжив вивчення медицини. У 1868 році відвідував заняття в окуліста А. фон Грефе в Берліні, а згодом вивчав медицину Відні і Празі. У цей час він видав книги, які стали першими у Росії з питань гігієни.
Під час навчання в університеті спілкувався з студентками з Російської імперії, як не могли отримати фах лікаря на своїй батьківщиною. Ерісман вивчив російську мову, одружився з Надією Сусловою — першою російською жінкою-лікарем. У 1869 році вони переселилася до Санкт-Петербургу, де він прийняв православ'я і обрав собі нове ім'я — Федір Федорович.
У Санкт-Петербурзі, після того як склав іспит на доктора медицини у військово-медичній академії, зайнявся приватною практикою як окуліст. Згодом став досліджувати стан здоров'я учнів, що здобували середню освіту. У цей час зацікавився питаннями санітарії і в 1872 році для отримання знань з цього питання переїхав до Цюриха, а згодом на два роки до Мюнхена, де працював у фізіологічному інституті з професором К. Фойта і в гігієнічній лабораторії з М. Петтенкофером.
Після повернення до Петербурга він свою діяльність присвятив розробці питань загальної і шкільної гігієни. У 1875 році продемонстрував зразок класної кімнати, раніше в 1870 році на основі власної праці «Влияние школ на происхождение близорукости» (1870) розробив модель одномісної парти, яка отримала назву «парта Ерісмана».
У 1879 році переїхав до Москви, де почав проводити санітарне дослідження заводів та фабрик. З 1881 року Ерісман викладає гігієну в Московському університеті, а в 1882—1896 роках очолював кафедру гігієни. Серед його учнів був письменник Антон Чехов, який згодом надіслав йому свою книгу «Острів Сахалін», написану після поїздки на острів. Перед як вирушити на острів, Чехов перечитав праці Ерісмана для вивчення умов життя на Сахаліні.
Ерісман постійно звертав увагу на соціальний характер гігієни, брав участь у будівництві нових медичних споруд, де слідкування за дотриманням вимог гігієни. У новозбудованому гігієнічному корпусі університету, крім навчальних лабораторій організував центральну міську санітарну станцію, яка через декілька десятків років була перетворена на науководослідний інститут імені Ф. Ерісмана (нині — Федеральний науковий центр гігієни ім. Ф. Ф. Ерісмана).
Діяльність Ерісмана не влаштовувала правлячі кола Росії, і коли у 1896 році під час канікул перебував у Швейцарії, його звільнили з посади професора за захист арештованих студентів. До Росії вже більше не повернувся. З 1901 року завідував санітарною частиною у Цюриху.

## Наукова діяльність
У 1870-х роках Ерісман видав перші книги у Росії по гігієні: «Руководство к гигиене» в 3 т., «Профессиональная гигиена или гигиена умственного труда», «Общедоступная гигиена». Ці праці були перекладені на декілька мов.
У 1879—1885 роках разом з іншими санітарними лікарями обстежив 1080 різних підприємств Московської губернії (114 тисяч робітників) разом. Результати були викладені в 19 окремих збірників. Комплексний опис умов праці і побуту робітників, стан їхнього здоров'я та фізичного розвитку став першим у світовій літературі.
Постійно на Пироговських з'їздах доповідав з питань соціальної гігієни, боротьби з інфекційними хворобами, неодноразово був головою цих з'їздів. Написав ряд статей до Енциклопедичного словника Брокгауза і Ефрона.